# رابرت تیلور (دونده، زاده ۱۹۵۳)
رابرت تیلور (انگلیسی: Robert Taylor؛ زادهٔ ۲۹ آوریل ۱۹۵۳) دونده اهل ایالات متحده آمریکا است.
وی در مسابقات کشوری و بین‌المللی در مجموع برندهٔ ۱ مدال طلا شده‌است.